# Max Angelelli
Massimilano „Max” Angelelli (ur. 15 grudnia 1966 roku w Bolonii) – włoski kierowca wyścigowy.

## Życiorys
Angelelli rozpoczął karierę w wyścigach samochodowych w 1987 roku od startów w Formule Alfa Boxer, gdzie uplasował się na ósmej pozycji w klasyfikacji generalnej. Rok później w tej samej serii był już piąty. W późniejszych latach pojawiał się także w stawce Włoskiej Formuły 3, Europejskiego Pucharu Formuły 3, Grand Prix Monako Formuły 3, Grand Prix Makau, Formuły 3000, Italian Touring Car Championship, Masters of Formula 3, Niemieckiej Formuły 3, 24-godzinnego wyścigu Le Mans, Global GT Championship, FIA GT Championship, Super GT Japan, Sports Racing World Cup, American Le Mans Series, Grand American Rolex Series, SCCA World Challenge, 24 Hours of Daytona, International Race Of Champions oraz Grand-Am Rolex Sports Car Series.
W Formule 3000 Włoch wystartował podczas rundy na torze Circuit de la Sarthe w sezonie 1991 z włoską ekipą Pavesi Racing. Jednak nie ukończył tego wyścigu.